# Eduardo Ordóñez
Eduardo Ordóñez Munguera (* 13. Oktober 1908 in San Juan; † unbekannt) war ein puerto-ricanischer Fußballspieler. Er war Mittelfeldspieler.

## Karriere
Ordóñez spielte von 1928 bis 1935 in die spanischen Primera División für Real Madrid und Atlético Madrid. Er war einer der ersten ausländischen Fußballprofis in Spanien und der erste professionelle puerto-ricanische Fußballspieler überhaupt. Insgesamt bestritt er in der Primera División 38 Spiele, in denen er drei Tore schoss. Für die puerto-ricanische Nationalmannschaft kam er nicht zum Einsatz.
1959 trainierte er die Auswahlmannschaft von Puerto Rico bei den Karibikspielen.
| Saison  | Verein          | Spiele (Tore) |
| ------- | --------------- | ------------- |
| 1928/29 | Atletico Madrid | 17 (1)        |
| 1929/30 | Atletico Madrid | 16 (2)        |
| 1930/31 | Atletico Madrid | –             |
| 1931/32 | kein Verein     | –             |
| 1932/33 | Real Madrid     | 1 (0)         |
| 1933/34 | Atletico Madrid | –             |
| 1934/35 | Atletico Madrid | 4 (0)         |

Erfolge
- Spanischer Meister 1932/33 mit Real Madrid